# Thymus skopjensis
Thymus skopjensis là một loài thực vật có hoa trong họ Hoa môi. Loài này được Micevski & Matevski miêu tả khoa học đầu tiên năm 1980.